# Frangistán
Frangistán (persky فرنگستان‎) byl termín užívaný Peršany a dalšími muslimy především v dobách středověku, ale také i v pozdějších historických epochách pro označení západní či křesťanské Evropy.

## Původ a význam
Během křížových výprav začali muslimové na Blízkém východě všechny evropské křesťany nazývat Frankové, protože většina příchozích Evropanů přišla na Východ z Francie – království Franků. Protože od té doby jen velmi málo Arabů cestovalo do západní Evropy, začal termín Frank označovat každého Evropana usazeného v levantských křižáckých státech bez ohledu na jeho skutečnou národnost (francouzskou, vlámskou, italskou atd.) Pojem Frangistán neoznačoval přesně definovanou oblast, ale v očích tehdejších muslimů každou křesťanskou zemi. Slovo Frangistán přesně znamená Země Franků, ze slova Farang (íranizovaná forma slova Frank) a sufixu -istán pocházejícího z perštiny.
Obdobně jako Arabové křižáky označovali Frankové, byli sami muslimové křesťany označování jako pohané nebo saracéni, což byl výraz odvozený od kmene žijícího kdysi poblíž římské provincie Arabia Petraea. Termín Frangistán se udržel až do dob Osmanské říše, objevuje se v pramenech pocházejících až ze 17. století. V Persii nicméně zůstal užíván až do konce éry dynastie Kadžárovců v různých úředních dokumentech i korespondenci jako označení evropských zemí. Další slova odvozená z termínu Frangistán, jako např. Farang (plurál Farangi), či složeniny např. Farangi Ma'āb jsou s nižší četností užívané v moderní perštině bez negativního podtextu.